# Південний Калімантан
Південний Калімантан (індонез. Kalimantan Selatan, також скорочено Kalsel) — провінція в Індонезії, на острові Калімантан.
Адміністративний центр — місто Банджарбару. Інші великі міста — Банджармасін, Мартапура, Барабай, Амунтай, Котабару. Населення — 3 626 616 осіб (2010).

## Адміністративний поділ
Провінція ділиться на 11 округів і два міських муніципалітету:
| №  | Адм. одиниця              | Адм. центр | Територія, км² | Населення, осіб (2010) |
| -- | ------------------------- | ---------- | -------------- | ---------------------- |
| 1  | Округ Котабару            | Котабару   |                | 290 651                |
| 2  | Округ Танах Бумбу         | Батулічін  |                | 267 913                |
| 3  | Округ Танах Лаут          | Пелаіхарі  |                | 296 282                |
| 4  | Банджарбару (місто)       |            |                | 199 359                |
| 5  | Банджармасін (місто)      |            |                | 625 395                |
| 6  | Округ Банджар             | Мартапура  |                | 506 204                |
| 7  | Округ Баріто Куала        | Марабахан  |                | 276 066                |
| 8  | Округ Тапін               | Рантала    |                | 167 796                |
| 9  | Округ Хулу Сунгаї Селатан | Канданган  |                | 212 678                |
| 10 | Округ Хулу Сунгаї Тенгах  | барабанних |                | 243 389                |
| 11 | Округ Хулу Сунгаї Утара   | Амунтаі    |                | 209 037                |
| 12 | Округ Баланган            | Парінгін   |                | 112 395                |
| 13 | Округ Табалонг            | Танджунг   |                | 218 954                |
|    | Усього                    |            |                | 3 626 119              |